# Kupole

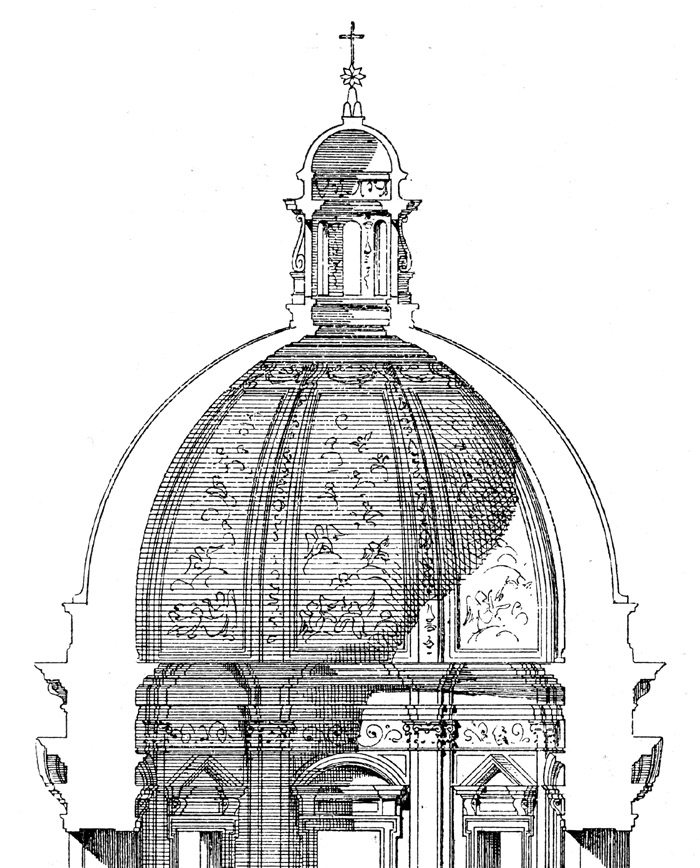
Řez kupolí s lucernou nad kaplí Cappella del Presepio v bazilice Santa Maria Maggiore v Římě)

Kupole nebo kopule (z latinsky copa, vypouklina, sud, a italsky cupola, kupole) je zhruba sférická klenba tvořená částí kulové nebo jiné rotační plochy nad kruhovým, čtvercovým či polygonálním prostorem. Půdorysem vlastní kupole může být kruh, elipsa nebo pravidelný mnohoúhelník. Používána byla především v římské antické architektuře, v architektuře byzantské, islámské, renesanční a barokní.

## Český název
Výrazy kopule a kupole jsou v češtině považovány za synonymní a oba za správné.
Příruční slovník jazyka českého (1935–1957) uváděl heslo „kupole (obyč. kopule, zř. kuple)“, tedy tvar kupole byl považován za základní, tvar kopule za obyčejně užívaný a tvar kuple za zřídka užívaný. Slovník spisovného jazyka českého již uvádí výrazy v opačném pořadí: „kopule, kupole (†kuple)“, přičemž varianta „kuple“ je již označena jako zastaralá. České výkladové slovníky i Pravidla českého pravopisu uvádějí vedle sebe obě varianty (kopule, kupole) jako rovnocenné, přičemž pořadí variant naznačuje frekvenci.

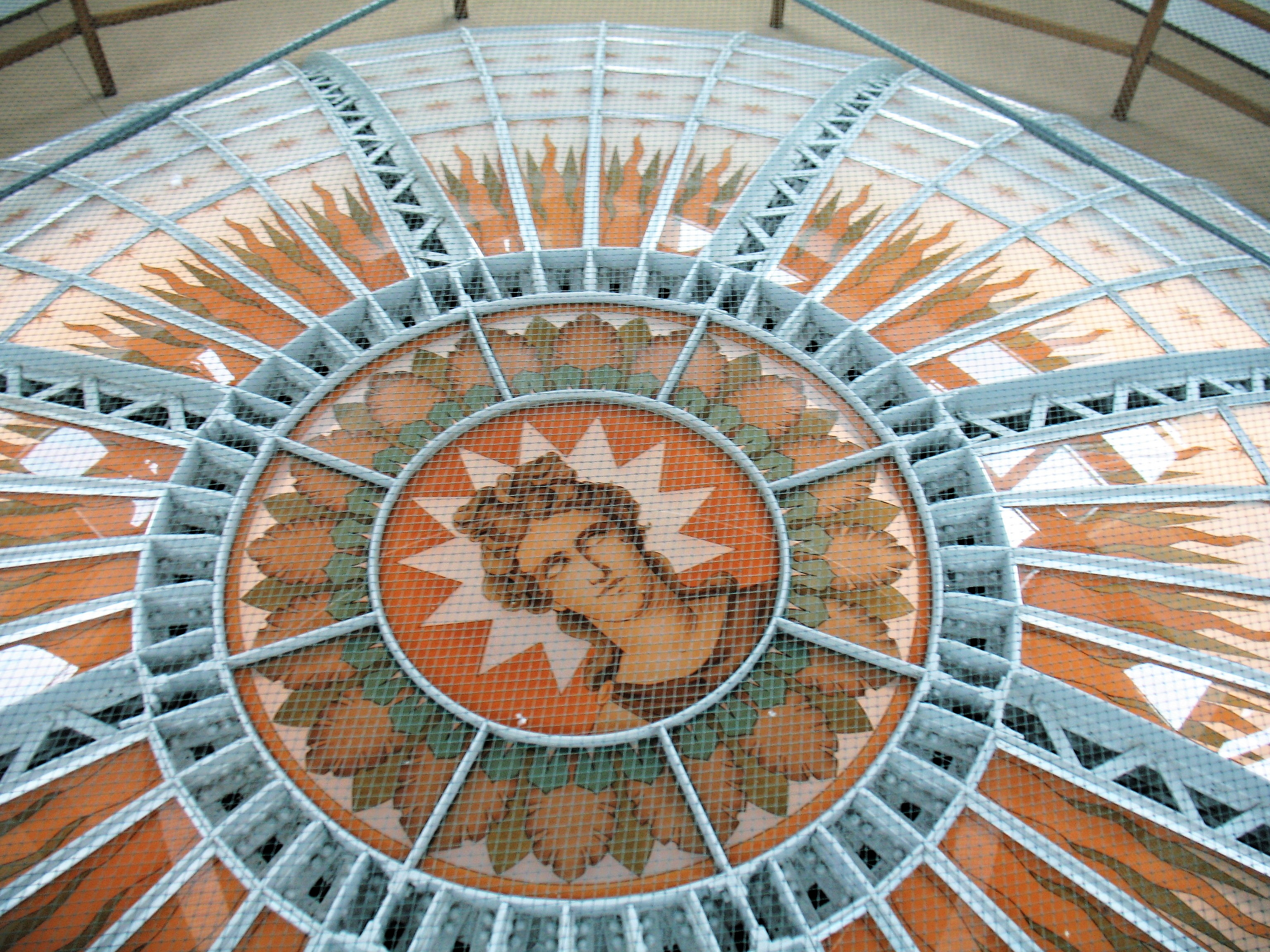
Pohled shora na kupoli v historické budově Národního muzea v Praze

Dvojicí variet tohoto slova se zabýval například Eugen Knap v roce 1940 nebo Milan Jelínek v roce 1996. Podle Knapa (1940) Pravidla uváděla na označení polokulovité klenby nebo střechy jen podstatné jméno kopule, zatímco Příruční slovník vedle tohoto tvaru zaznamenává i tvar kupole, ale podotýká, že obvyklý tvar je kopule, přičemž i příslušná přídavná jména se objevují v obojím tvaru, kopulový i kupolový, kopulovitý i kupolovitý. Podle Knapa je tvar kopule přikloněním k českému jménu kopa a k hojným cizím slovům na -ule. Václav Machek se údajně domníval, že tvar kopule vznikl přesmykem z tvaru kupole.
Tvar „kuple“, vycházející z německého výrazu Kuppel, se v češtině neujal. Byl užíván zejména kolem poloviny 19. století, například v dílech Nerudy, Kollára či Holečka.
Český národní korpus v korpusu současné psané češtiny (orig_syn) zachycoval pro variantu kopule 235 výskytů, pro variantu kupole 182 výskytů a pro podobu kuple pouze 2 výskyty.
Tvar kopule je v češtině nutno rozlišovat od slova „kopula“, které má řadu různých významů: v lingvistice označuje slovesnou sponu, v biologii například páření, některé kosterní spojky či buňku vzniklou spojením dvou gamet prvoků třídy hromadinek.

## Typologie
Výchozím tvarem kupole je polovina kulové plochy. Pokud je vzepětí kupole vyšší, nazýváme ji podle tvaru hrotitá, či elipsovitá, pokud je nižší, tak stlačená. Kupole může být ve vrcholu uzavřená, nebo zde může být okulus. Často na okulus nasedá lucerna, která kupoli prosvětluje. Kupole také může být prolomena a osvětlována dalšími, zpravidla oválnými či kruhovými okénky, případně prostoupena výsečemi. Kupole může nasedat na obvodové zdivo, nebo může být nesena sloupy a pasy. Pokud je kupole umístěna nad čtvercovým či obdélným prostorem, slouží k převedení tvaru zvláštní klenební útvary, tzv. pendentivy. Mezi pendentivy a vlastní kupolí může být umístěn válcovitý tambur, zpravidla členěný okny. Zvláštním typem klenby odvozené z kupole je pak plochá, tzv. placková klenba, která je v podstatě tvořena čtvercovým či obdélným výsekem kupole.

Kupole na pendentivech
Kupole s tamburem na pendentivech
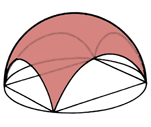
Placková klenba
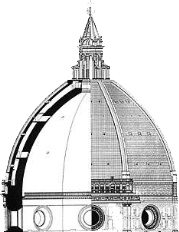
Dvojitá kupole ve Florencii

## Konstrukce
Kupole může být zděná, z kamene nebo z cihel, litá z malty nebo betonu a v moderní době i ocelová, často prosklená. Kupole také bývá zpevněna pasy, umístěnými buď na rubu nebo na líci klenby. Zvlášť velké kupole, které musí odolávat velkým silám větru, se konstruovaly jako dvojité a navzájem provázané (například dóm ve Florencii, bazilika svatého Petra v Římě).

## Historie

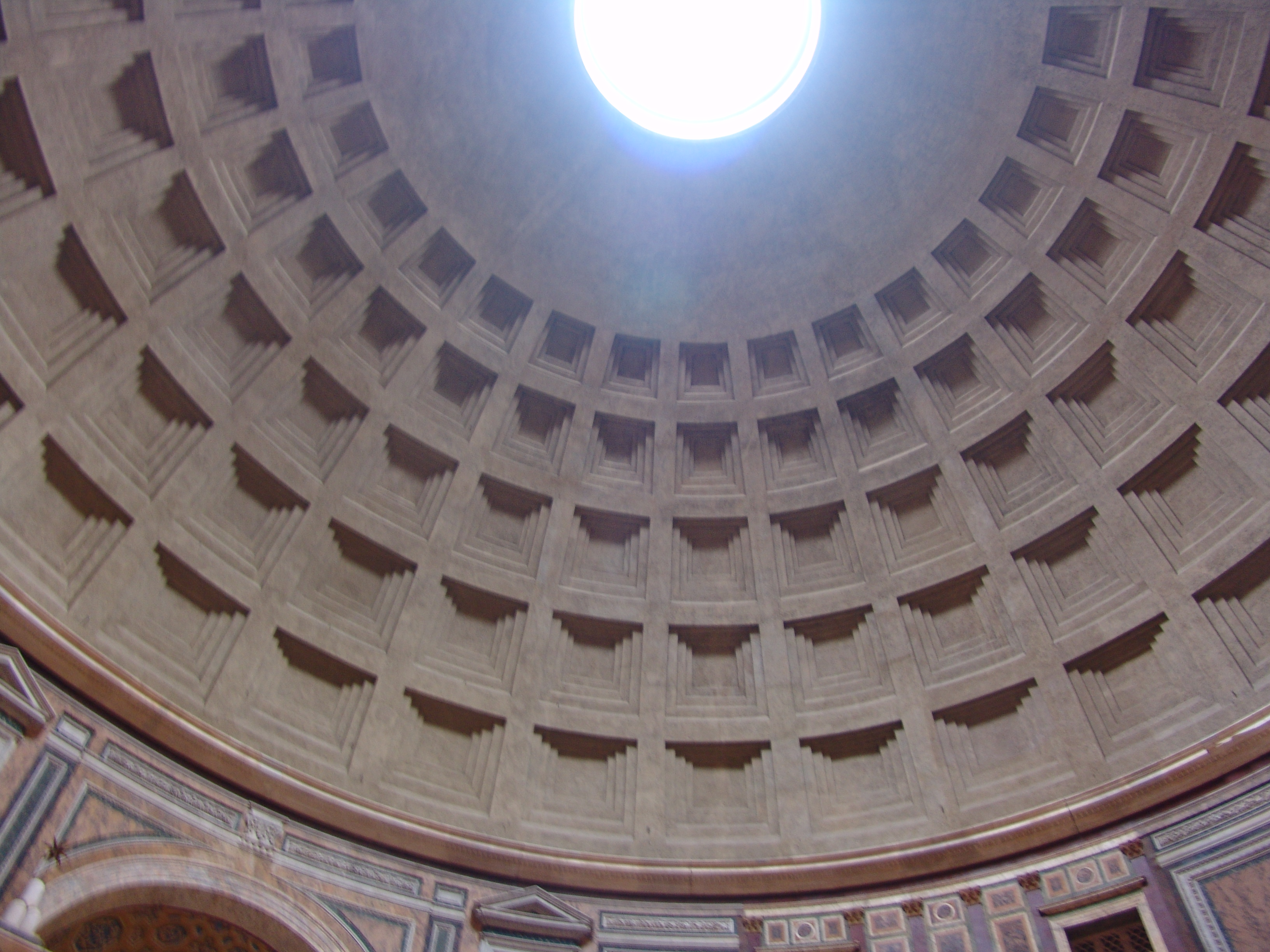
Pantheon v Římě

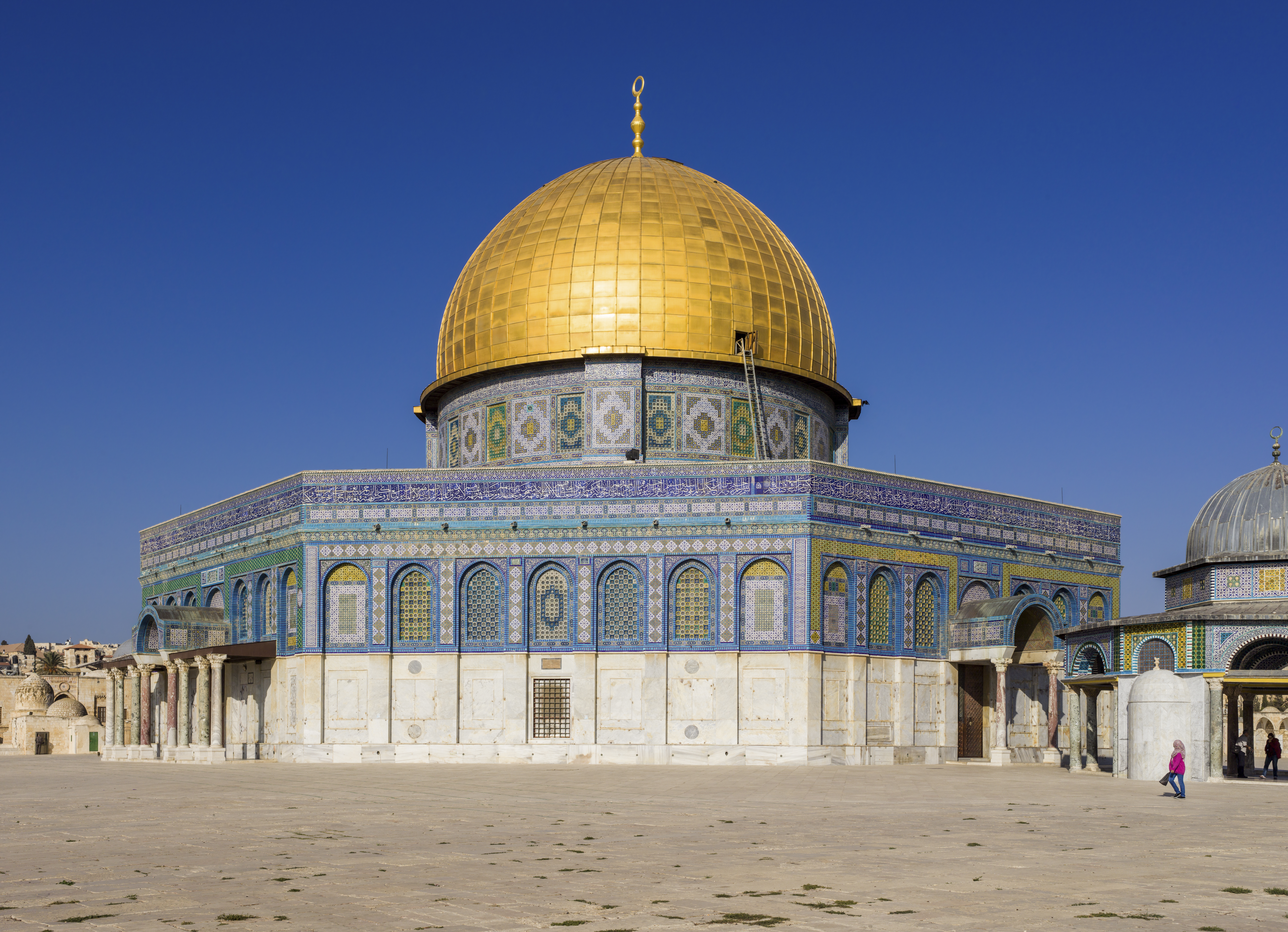
Skalní dóm v Jeruzalémě (691)

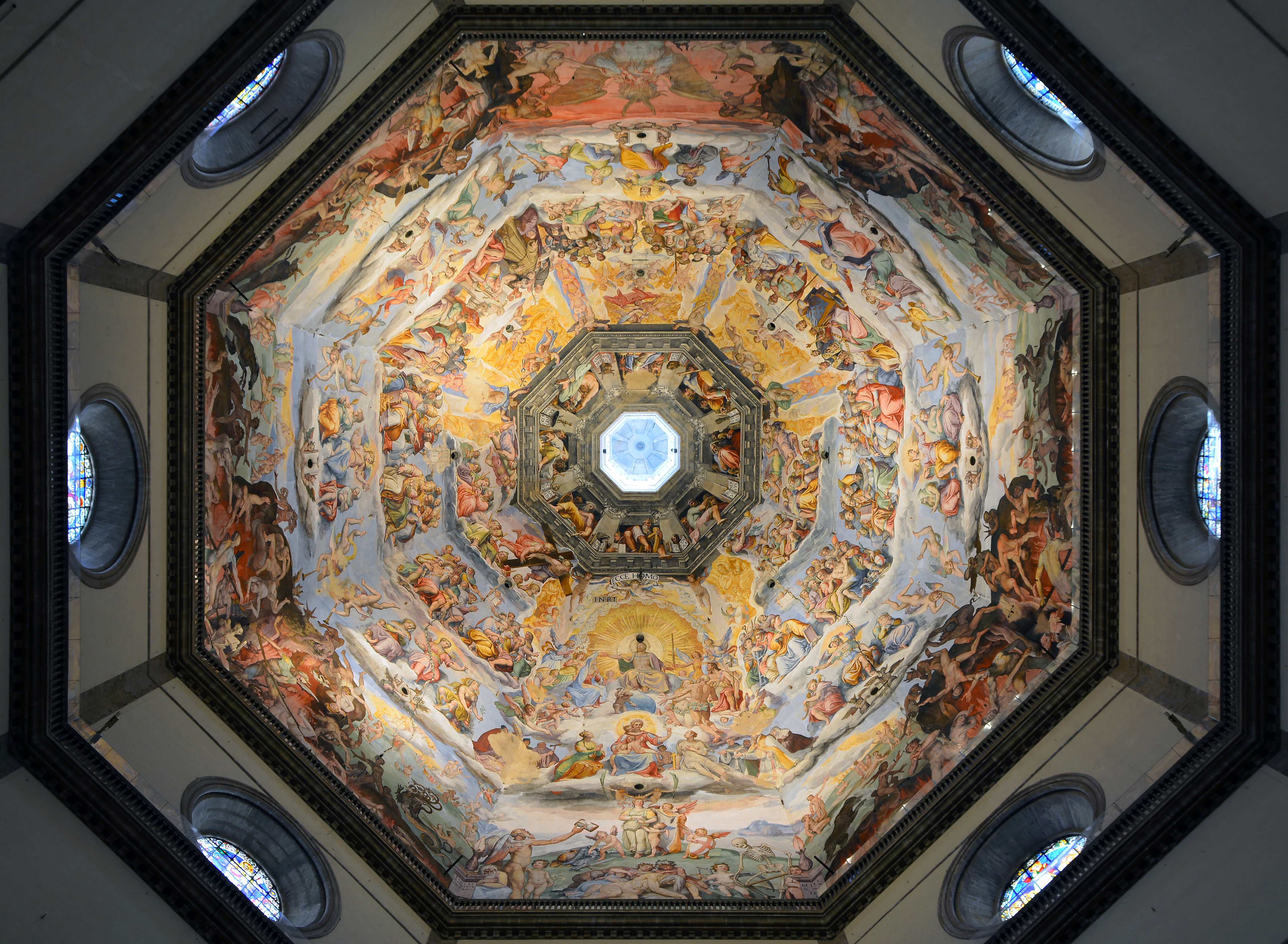
Kupole florentského dómu

V nejjednodušší podobě se s použitím kupole setkáváme u tradičního eskymáckého obydlí – iglú. Nejstarší kamenná kupole je doložena z pravěkého sídliště v Kirokhitti na Kypru z doby kolem roku 6000 př. n. l. Kupoli používala též římská antika – kupole nad Pantheonem v Římě byla až do 10. let 20. století (tj. téměř 1790 let) největší kupolí na světě vůbec. Výrazně se kupole uplatnily v architektuře byzantské, která úspěšně vyřešila problém jejich stavby nad čtvercovým půdorysem pomocí pendentivů. Kupole jsou hojně užívány v islámské architektuře. Hojné se používala v renesanční a především barokní architektuře, ale objevuje se i v dalších stavebních slozích až do současnosti.

### Významné stavby s kupolí
| rok  | budova                        | místo                  | stát           | průměr (m)       |
| ---- | ----------------------------- | ---------------------- | -------------- | ---------------- |
| 125  | Pantheon                      | Řím                    | Itálie         | 43,22            |
| 547  | San Vitale                    | Ravenna                | Itálie         | 16               |
| 563  | Hagia Sofia                   | Istanbul               | Turecko        | 31               |
| 1434 | Santa Maria del Fiore         | Florencie              | Itálie         | 41,97            |
| 1593 | Bazilika svatého Petra        | Řím                    | Vatikán        | 42,56            |
| 1656 | Gol Gumbaz                    | Bídžápur               | Indie          | 41,15            |
| 1708 | Katedrála svatého Pavla       | Londýn                 | Anglie         | 34               |
| 1737 | Kostel sv. Karla Boromejského | Vídeň                  | Rakousko       | 25               |
| 1743 | Frauenkirche                  | Drážďany               | Německo        | 26,15            |
| 1781 | Dóm svatého Blažeje           | St. Blasien            | Švýcarsko      | 36               |
| 1841 | Katedrála svatého Izáka       | Petrohrad              | Rusko          | 26 výška 101,5 m |
| 1863 | Kapitol                       | Washington             | USA            | 29               |
| 1871 | Rotunda Santa Marija Assunta  | Mosta                  | Malta          | 52               |
| 1894 | Frederiks Kirke               | Kodaň                  | Dánsko         | 31               |
| 1913 | Jahrhunderthalle              | Vratislav              | Polsko         | 65               |
| 1926 | Planetarium Jena              | Jena                   | Německo        | 25               |
| 1929 | Markthalle Basel              | Basilej                | Švýcarsko      | 60               |
| 1929 | Großmarkthalle                | Lipsko                 | Německo        | 66               |
| 1975 | Louisiana Superdome           | New Orleans, Louisiana | USA            | 210              |
| 1978 | Kostel svatého Jana Křtitele  | Xewkija                | Malta          | 27               |
| 1989 | Avicii Arena (dříve Globen)   | Stockholm              | Švédsko        | 110              |
| 2000 | Eden Project                  | Cornwall               | Velká Británie | 125              |